# Lepomis auritus
Lepomis auritus és una espècie de peix pertanyent a la família dels centràrquids.

## Descripció
- Pot arribar a fer 30,5 cm de llargària màxima (normalment, en fa 10,8) i 790 g de pes.[3]

## Reproducció
Té lloc entre l'abril i l'octubre. Els ous són dipositats en nius bastits pels mascles en el fons de rius i llacs.

## Alimentació
Els adults mengen insectes terrestres i aquàtics (sobretot, libèl·lules i efemeròpters), mentre que els joves es nodreixen d'organismes bentònics (com ara, larves de dípters).

## Hàbitat
És un peix d'aigua dolça, demersal i de clima temperat (4 °C-22 °C; 47°N-28°N), el qual habita els gorgs sorrencs i rocallosos dels rierols i dels rius petits i mitjans, i, també, els marges rocallosos i amb vegetació dels llacs.

## Distribució geogràfica
Es troba a Nord-amèrica: rius orientals dels Estats Units i del Canadà. Ha estat introduït a Mèxic, Alemanya (l'any 1895), Itàlia i Puerto Rico.

## Estat de conservació
Les seues principals amenaces són les preses i la contaminació de l'aigua. A més, la introducció del peix gat de cap pla (Pylodictis olivaris) pot influir negativament en la seua supervivència.

## Observacions
És una plaga potencial car s'hi han donat informes d'impacte ecològic negatiu després de la seua introducció, ja que és una espècie apreciada pels afeccionats de la pesca esportiva.